# Callitropsis nootkatensis
Il cipresso di Nootka (Callitropsis nootkatensis (D.Don) Oerst., 1864) è un albero della famiglia Cupressaceae originario del Nord America. Il suo nome è un riferimento all'isola di Nootka (Canada) ove questa specie fu inizialmente scoperta.

## Distribuzione e habitat
La specie è originaria della costa occidentale dell'America del Nord, dall'Alaska a nord sino alla California al sud.

## Tassonomia
Questo taxon fu descritto nel 1824 dal botanico scozzese David Don (1799-1841) e originariamente attribuito al genere Cupressus (Cupressus nootkatensis). In seguito ne fu proposto lo spostamento al genere Chamaecyparis sulla base della somiglianza delle sue foglie a quelle di altre specie di questo genere. Tuttavia la struttura e la fenologia dei coni ricordano molto quelle del genere Cupressus e tale somiglianza ebbe il supporto di alcuni studi genetici che suggerirono la re-attribuzione a tale genere.

Più recentemente Farjon et al. (2002) hanno proposto il trasferimento di questa entità al nuovo genere Xanthocyparis, congiuntamente al cipresso vietnamita Xanthocyparis vietnamensis; tra le due specie esiste infatti più di un punto di somiglianza, più di quanti non ce ne fossero con altre specie di Chamaecyparis o di Cupressus.

La controversia nomenclaturale si è ulteriormente complicata in seguito al lavoro di Little et al. (2004), i quali, pur avendo confermato la parentela tra le due specie suddette, hanno sottolineato l'esistenza di una precedente denominazione come Callitropsis nootkatensis (D.Don) Oerst., pubblicata nel 1864 ma ignorata dai successivi autori. Pertanto secondo le regole del Codice Internazionale di Nomenclatura Botanica Callitropsis ha la precedenza su Xanthocyparis che diventerebbe un mero sinonimo del primo.. A complicare ulteriormente le cose giunge la proposta di alcuni autori di considerare Xanthocyparis un nomen conservandum, ma sinché la Società Internazionale di Botanica non si pronuncierà sull'argomento (cosa che dovrebbe avvenire all'International Botanical Congress del 2011) la denominazione corretta resta Callitropsis nootkatensis.